# 차인영
차인영(車仁永, 1975년, 서울특별시 영등포구)은 대한민국의 제8ㆍ9대 서울특별시 영등포구의회 의원이다.

## 학력
- 영등포여자고등학교 졸업
- 동국대학교 학사 졸업
- 동국대학교 공학 석사 졸업
- 연세대학교 행정대학원 석사 과정

## 경력
- 국민의힘 중앙당 중앙디지털정당위원회 위원
- 국민의힘 서울시당 부대변인
- 국민의힘 중앙당 중앙여성위원회 부위원장
- 2021.04 ~ 2022.06 제8대 서울특별시 영등포구의회 의원
- 2022.07 ~ 제9대 서울특별시 영등포구의회 의원

## 역대 선거 결과
|  | 59.13% |

|  | 0% |